# Caco (Sanirin)
Caco (Cacu) ist eine osttimoresische Aldeia im Suco Sanirin (Verwaltungsamt Balibo, Gemeinde Bobonaro). 2015 lebten in der Aldeia 815 Menschen.

## Geographie
Caco nimmt den gesamten Süden des Sucos Sanirin ein. Nördlich befindet sich die Aldeia Palaca. Im Südwesten grenzt Caco an den Suco Batugade, im Südosten an den Suco Balibo Vila. Im Nordwesten liegt die Sawusee. Im Süden bilden der Leometik und sein Quellfluss Kolosuma die Grenze zu Batugade. Der Kolosuma entspringt in Cacos Bergen. Zu ihnen gehören der Foho Frititir (431 m) und der Foho Fidar (550 m).
Der Hauptort Caco liegt an der Küste, entlang der Überlandstraße von Batugade nach Dili, der Landeshauptstadt. Östlich vom Dorf erhebt sich der Berg Taruik Fatudutun (188 m), als erster Teil des nachfolgenden Küstengebirges.
Der Südosten von Caco kam erst mit der Gebietsreform von 2015 vom Suco Batugade zu Sanirin. Hier liegen am Leometik das Dorf Sukabelulik beim Berg Taruik Laharuiti (211 m) und im äußersten Osten Cacos das Dorf Tapo.

## Politik
2023 wurde Valentino Saic Domingos zum Chefe de Aldeia gewählt.